# طاقة الرياح في رومانيا

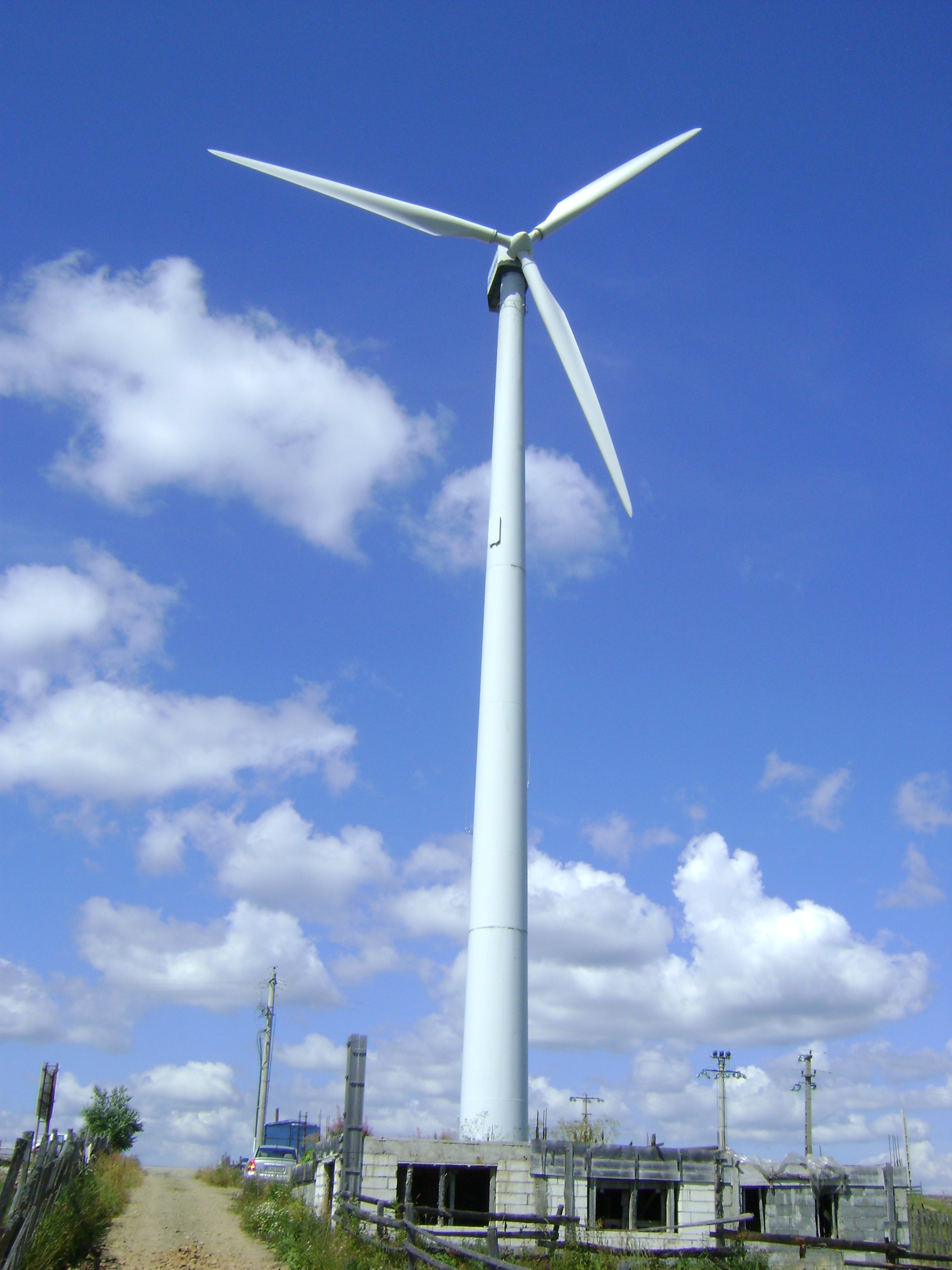
توربينه رياح في تيهوا باس

في عام 2016، بلغت طاقة الرياح في رومانيا ما يقرب من 3028 ميجاوات في حين كانت تبلغ 14 ميجاوات فقط في عام 2009.
تمتلك رومانيا أعلى إمكانيات في طاقة الرياح في قارة أوروبا بالكامل حيث وصل الناتج إلى 14,000 ميجاوات في عام 2009. حصل المستثمرون على طلبات بلغت 12,000 ميجاوات في حين عرضت شركة الكهرباء الوطنية شراء حق نقل 2,200 ميجاوات.
في دراسة أجراها بنك إرست بنك رومانيا، وضعت رومانيا وخاصة إقليم دبروجة حيث مدينتي كونستانتسا وتولسيا في المركز الثاني في قائمة أكثر الدول إنتاجا لطاقة الرياح بعد اسكتلندا. بينما ذكرت دراسة أخرى أجراها معهد الطاقة الروماني (REI) أن مزارع الرياح في رومانيا يمكنها أن تسهم بما يقرب من 13 جيجاوات بحلول عام 2020. بلغت الطاقة الإنتاجية الإجمالية لطاقة الرياح في الفترة ما بين عام 2009 و 2017 ما يقرب من 4,000 ميجاوات باستثمارات 5.6 مليار دولار أمريكي.

## إحصائيات
| طاقة الرياح في رومانيا | طاقة الرياح في رومانيا   | طاقة الرياح في رومانيا | طاقة الرياح في رومانيا       | طاقة الرياح في رومانيا |
| العام                  | إجمالي الإنتاج (ميجاوات) | الإنتاج (جيجاوات ساعة) | النسبة من انتاج الكهرباء (%) |                        |
| ---------------------- | ------------------------ | ---------------------- | ---------------------------- | ---------------------- |
| 2008                   | 3                        |                        |                              |                        |
| 2009                   | 14                       |                        |                              |                        |
| 2010                   | 462                      |                        |                              |                        |
| 2011                   | 982                      | 1,073                  | 1.8%                         |                        |
| 2012                   | 1,905                    | 2,684                  | 4.6%                         |                        |
| 2013                   | 2,599                    | 4,800                  | 8.6%                         |                        |
| 2014                   | 2,954                    | 5,618                  | 10.0%                        |                        |
| 2015                   | 2,976                    | 6,703                  | 11.6%                        |                        |
| 2016                   | 3,028                    | 6,385                  | 10.9%                        |                        |
| 2017                   | 3,029                    | 7,301                  | 12.2%                        |                        |
| 2018                   | 3,029                    | 6,226                  | 10.2%                        |                        |

## وصلات خارجية
- مراجعة طاقة الرياح في رومانيا في الفترة ما بين عام 2009 و 2016.
- تصميم مزرعه بسعة 600 ميجاوات في رومانيا.
- الإتجاة إلى الطاقة المتجددة في رومانيا.